# Pereprostyna
Pereprostyna (ukr. Перепростиня) – wieś w rejonie drohobyckim obwodu lwowskiego, nad Stryjem.

## Historia
Dawniej północna część wsi Dołhe w powiecie drohobyckim.